# هنریته پرسبورگ
هِنریته پِرِسبورگ (انگلیسی: Henriette Pressburg؛ ۲۰ سپتامبر ۱۷۸۸ – ۳۰ نوامبر ۱۸۶۳) پس از ازدواج هنریته مارکس (انگلیسی: Henriette Marx) مادر فیلسوف سوسیالیست آلمانی، کارل مارکس بود.

## زندگی

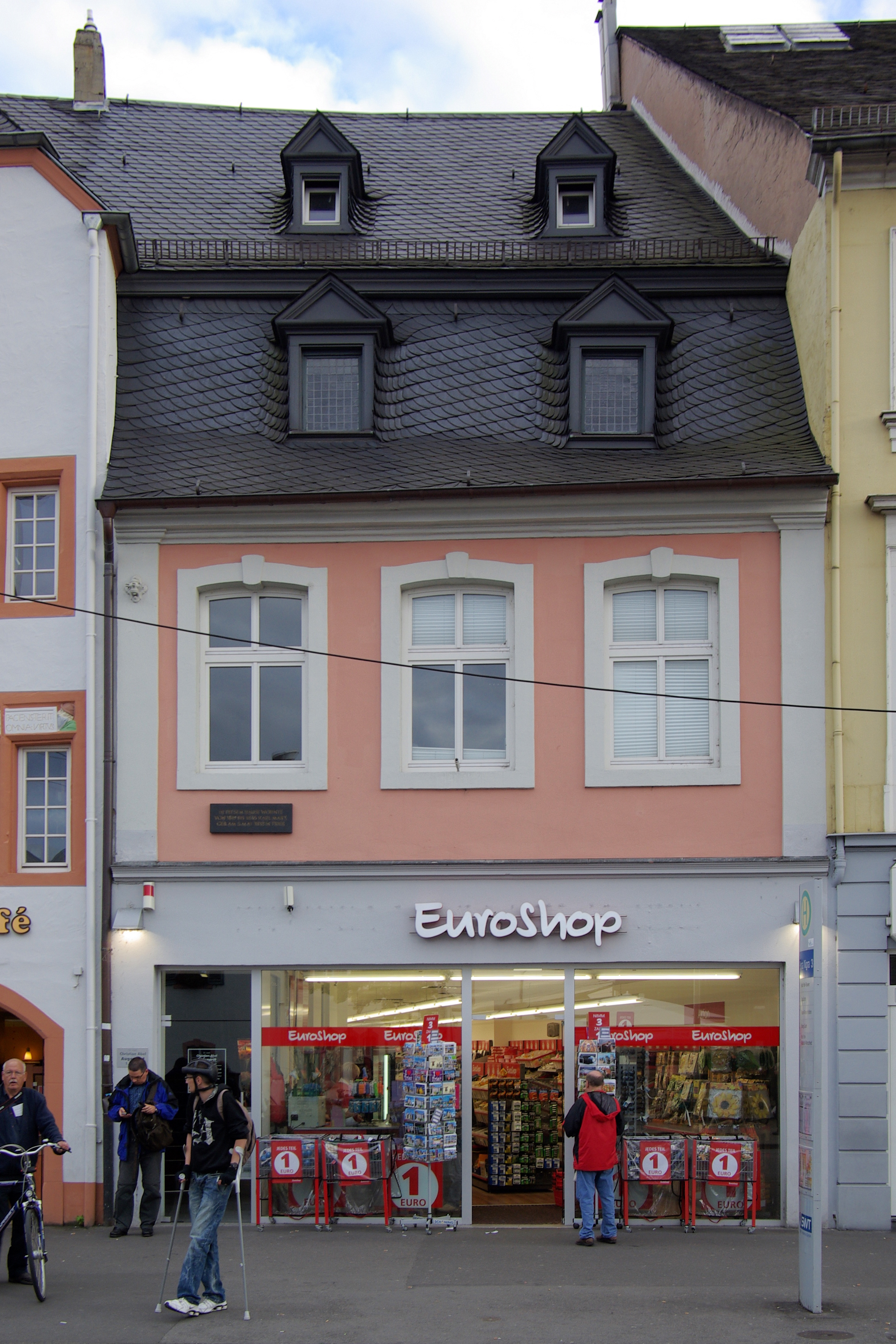
منزل خانوادگی مارکس در هلند

هنریته پرسبورگ پنجمین فرزند یک تاجر یهودی، در ۲۰ سپتامبر ۱۷۸۶ در نیمیخن هلند زاده شد. پدر او آیزاک هیمنس پرسبورگ مانند تمامی خاندان خود یک ثروتمند بود و در نساجی تجارت می‌کرد.
هنریته در سال ۱۸۱۴ در یک کنیسه با هرشل (هاینریش) مارکس ازدواج کرد و در مجموع نه فرزند بدنیا آورد که سومین آنها یکی از بزرگترین و تاثیرگذارترین فیلسوفان تاریخ گردید و نام کارل برآن نهاده شد. هنریش مارکس به همراه همسر خود [هنریته] و به قصد اینکه بتواند شغل شرافتمندانهٔ وکالت را حفظ کند به‌اجبار در کلیسای لوتری غسل تعمید دید و به کیش مسیحیت درآمد. 

هنریته پرسبورگ در نهایت به سال ۳۰ دسامبر ۱۹۶۸ یعنی سی سال پس از مرگ همسرش، درگذشت. پس از مرگ او نیز ثروت خوبی نصیب فرزندانش به ویژه کارل شد که البته کارل مارکس به ناچار میزان قابل توجهی از ارثیه خود را برای بدهی اش به عموی خویش پرداخت کرد.